# Rotruda
Rotruda také Hruodrud či Hruodhaid (asi 775? - 6. června 810) byla franská princezna, řeholnice a druhá dcera Karla Velikého z jeho manželství s Hildegardou.

## Mládí
Z počátků jejího života se dochovalo jen velmi málo informací. Vzdělávala se na královském dvoře, kde ji byl učitelem Alcuin, který ji ve svých dopisech láskyplně nazýval Columba. Když jí bylo šest roků, zasnoubil ji otec Karel Veliký s mladým byzantským císařem Konstantinem VI. Jednalo se o politickou dohodu s Konstatinovou matkou a regentkou Irenou Athénskou. Řekové Rotrudu nazývali Erythro a poslali na královský dvůr učeného mnicha jménem Elisaeus, aby ji vzdělával v řeckém jazyce i řeckých způsobech. V roce 786, když jí bylo jedenáct roků došlo k neshodě s Byzantskou říší a tak se spojenectví rozpadlo. Konstantinova matka Irena v roce 788 zrušila i zasnoubení. Později měla Rotruda vztah s Rorgonem z Rennesu, s nímž měla syna Ludvíka, opata ze Saint-Denis. Nikdy se nevdala.

## Pozdější život
Rotruda se nakonec stala jeptiškou, čímž se připojila ke své tetě Gisele, abatyši v klášteře Val-de-Marne v Chelles. Obě ženy napsaly dopis Alcuinovi z Yorku, který byl v té době v Tours, v němž ho požádaly, aby napsal komentář vysvětlující Janovo evangelium. Alcuin jim vyhověl a napsal sedm knih Commentaria in Iohannem Evangelistam, které byly k evangeliu přístupnější než náročné traktáty svatého Jana. Historici dopis datují k jaru roku 800, čtyři roky před Alcuinovou smrtí a deset roků před smrtí Rotrudy.
Většina historiků dělí Rotrudin život na dvě fáze. V politické historii jejího otce Karla Velikého o ní hovoří jako o princezně, která byla potenciálním pěšákem a ženou pochybných mravů, zatímco náboženská historie o ní hovoří jako o druhé jeptišce, spojené z dopisem z Chelles.